# Concert du nouvel an 1984 à Vienne
Le concert du nouvel an 1984 de l'orchestre philharmonique de Vienne, qui a lieu le 1er janvier 1984, est le 44e concert du nouvel an donné au Musikverein, à Vienne, en Autriche. Il est dirigé pour la cinquième fois consécutive par le chef d'orchestre américain Lorin Maazel.
Johann Strauss II y est toujours le compositeur principal, mais son frère Josef est représenté avec quatre pièces, et leur père Johann présente une seconde œuvre en plus de sa célèbre Marche de Radetzky qui clôt le concert. Franz von Suppé est également de nouveau entendu depuis cinq ans.
Seules trois pièces sur les seize au total sont jouées pour la première fois au concert du nouvel an.

## Programme
Les pièces suivies d'un astérisque (*) sont jouées pour la première fois.

### Première partie

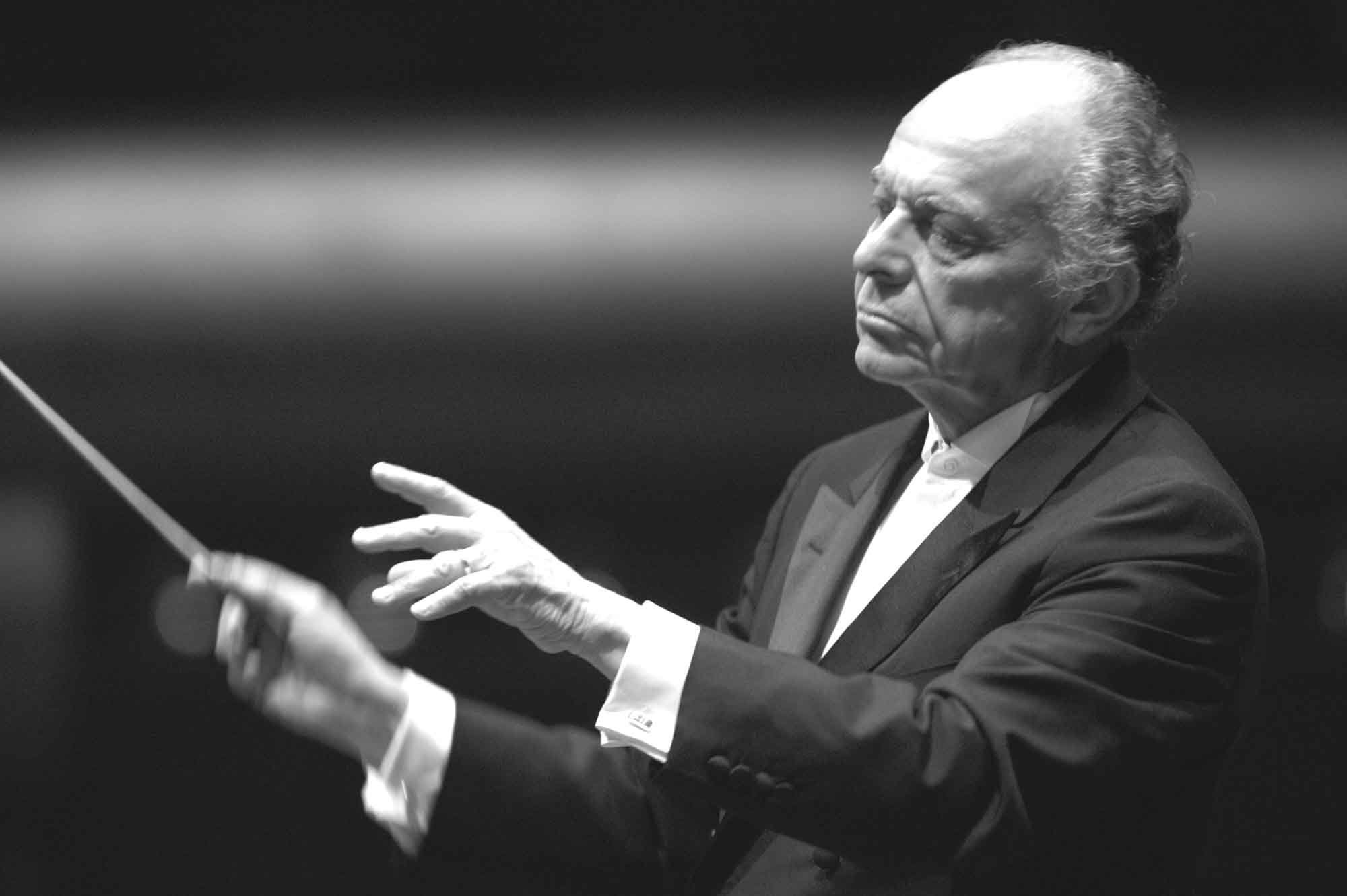
Lorin Maazel (en 2003)

1. Johann Strauss II : ouverture de l'opérette La Chauve-Souris
2. Johann Strauss : Beliebte Annen-Polka, polka, op. 137
3. Johann Strauss II : Nordseebilder, valse, op. 390
4. Josef Strauss : Heiterer Muth, polka française, op. 281
5. Josef Strauss : Allerlei, polka rapide, op. 219*

### Deuxième partie
1. Franz von Suppé : ouverture de la comédie lyrique Dichter und Bauer*
2. Josef Strauss : Brennende Liebe, polka-mazurka, op. 129
3. Josef Strauss : Auf Ferienreisen, polka rapide, op. 133
4. Johann Strauss II : Liebeslieder, valse, op. 114
5. Johann Strauss II : Scherz-Polka, polka, op. 72*
6. Johann Strauss II : csárdás du Chevalier Pásmán, op. 441
7. Johann Strauss II : Annen-Polka, polka, op. 117
8. Johann Strauss II : Wiener Blut, valse, op. 354

### Rappels
1. Johann Strauss II : Auf der Jagd, polka rapide, op. 373
2. Johann Strauss II : Le Beau Danube bleu, valse, op. 314
3. Johann Strauss : Marche de Radetzky, marche, op. 228